# باولا راموس
باولا راموس (بالإسبانية: Paola Ramos)‏ (20 أبريل 1975 - ) هي لاعبة كرة طائرة بيروفية. شاركت في الألعاب الأولمبية الصيفية 1996.

## وصلات خارجية
- باولا راموس على موقع أوليمبيديا (الإنجليزية)